# 韓美洵
韓美洵，CBE[?]（1917年1月5日—1988年4月12日），英國殖民地官員，1964年3月至1969年5月出任香港副輔政司，任內曾多次署任輔政司兼行政立法兩局當然官守議員。
韓美洵畢業於愛丁堡大學，第二次世界大戰期間於1941年加入香港政府任職官學生，同年12月參與香港保衛戰。香港淪陷後，他以戰俘身份被日方囚禁，1942年9月與另外千餘名戰俘和其他被囚人士登上客貨輪里斯本丸，準備被押往日本從事苦工。不過，里斯本丸在10月1日駛至浙江舟山對開海面時遭美國海軍潛水艇用魚雷擊中，該船旋於翌日沉沒。是次海難造成多名戰俘喪生，但韓美洵成功獲救，此後他在日本繼續遭到拘禁，直到二戰於1945年結束為止。
戰後，韓美洵重新加入香港政府，1964年出任副輔政司前歷任首席助理華民政務司、助理輔政司、兩局秘書、副防衞司和人事處主任等職，期間又曾於1954年至1956年被借調到英屬洪都拉斯出任發展專員一職。返回香港後，他在1958年至1959年參與香港紋章的設計工作，1962年至1963年主持初級公務員薪酬調查，發表備受爭議的《韓美洵報告書》。在副輔政司任內，韓美洵曾應對六七暴動，並在暴動初期兼任港府內部的宣傳委員會主席一職。他在暴動過後負責評估事件和撰寫報告，以及處理個別滋事份子被港府引用《緊急情況規例條例》長期拘留的問題。韓美洵喜愛研究港府歷史，曾於1963年和1969年分別為港府出版《香港旗章、公印和紋章》和《香港政府部門：1841年－1969年》兩書。

## 生平

### 早年生涯
韓美洵1917年1月5日生於英國曼徹斯特，由父親埃本·斯圖爾特·伯特·漢密爾頓（Eben Stuart Burt Hamilton，1886年－1962年）與第一任妻子瑪麗昂·埃爾茜·史都華（Marion Elsie Stewart，1884年－1921年）所生。韓美洵的父親在曼徹斯特任職耳鼻喉科醫生，1919年當選愛丁堡皇家外科醫學院院士（F.R.C.S. (Edin.)），並熱心於蘭開夏聖約翰救傷隊的工作，曾獲勳KStJ勳銜，1953年獲英廷授予OBE勳銜。此外，韓美洵的祖父羅伯特·威爾遜·漢密爾頓（Robert Wilson Hamilton，1851年－1935年）為長老教會牧師；叔父羅伯特·維托克·漢密爾頓（Robert Victor Hamilton，1888年－1970年）為執業事務律師，曾任北愛爾蘭律師會主席。
韓美洵在家中兄弟排行第二，他有兩名親生兄弟，長兄名羅伯特·史都華·伯特·漢密爾頓（Robert Stewart Burt Hamilton，1914年－2000年），任職公立醫院精神科醫生；三弟名彼得·唐納森·漢密爾頓（Peter Donaldson Hamilton，1921年－1963年），任職牙醫。韓美洵的父母在1913年結婚，母親在1921年誕下三弟後不久逝世；父親復於1934年再娶瑪喬麗·凱瑟琳·伯德（Marjory Kathleen Bird）為第二任妻子，並育有一名兒子，名叫亨利·威爾遜·漢密爾頓（Henry Wilson Hamilton，1935年－），同樣任職醫生。
韓美洵由1926年到1936年就讀於北愛爾蘭貝爾法斯特的坎貝爾書院，他的父親、叔父和三名兄弟都是該校校友。韓美洵曾在校內擔任領袖生和領袖童軍，畢業後於1936年升讀愛丁堡大學，主修法文和德文，說得一口流利的法語和德語，到1940年6月獲得二級榮譽文學碩士（M.A.）學位畢業。當時第二次世界大戰剛於1939年爆發，因此他畢業後在1940年7月應募加入愛丁堡的陸軍第32輕型防空軍團服役。

### 殖民地生涯

#### 二戰生涯
加入陸軍服役後不久，韓美洵因獲香港政府聘用為二級官學生（政務官前身）而在1940年11月除役。翌年3月，他由格拉斯哥乘船出發，旋於5月抵達香港履新，當時港府正支援英國參與作戰而成立經濟戰務廳（Economic Warfare Office），他遂於該部門任職情報官助理；同時，他還在香港義勇防衛軍第一連擔任二等兵。不久以後，日軍在1941年12月8日入侵香港，香港保衛戰一觸即發。
日軍由北至南向香港發動攻勢後，他跟隨義勇軍第一連負責駐防九龍啟德機場，但此後英方節節敗退，到12月18日他退守到香港島南部的大潭峽，並於當日中午時份獲編配入皇家蘇格蘭人軍團A連任職少尉，以替補其他傷亡軍官的崗位。翌日，韓美洵奉派指揮一排士兵繼續作戰，但此後駐港守軍傷亡慘重，到12月25日「黑色聖誕節」英方投降前夕，整個A連仍然生還的軍官就只餘下韓美洵一人，因此他也成為A連的指揮官。香港淪陷後，韓美洵隨其他投降的英軍首先返回灣仔峽道，12月26日由山頂轉移至中環美利樓兵營，到12月30日再被押送返回九龍，以戰俘身份被囚於深水埗集中營，未幾於1942年4月被轉移到亞皆老街集中營繼續囚禁。

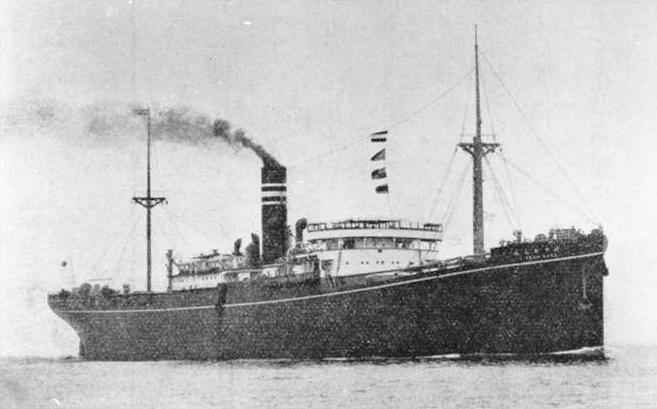
運載韓美洵等戰俘的里斯本丸

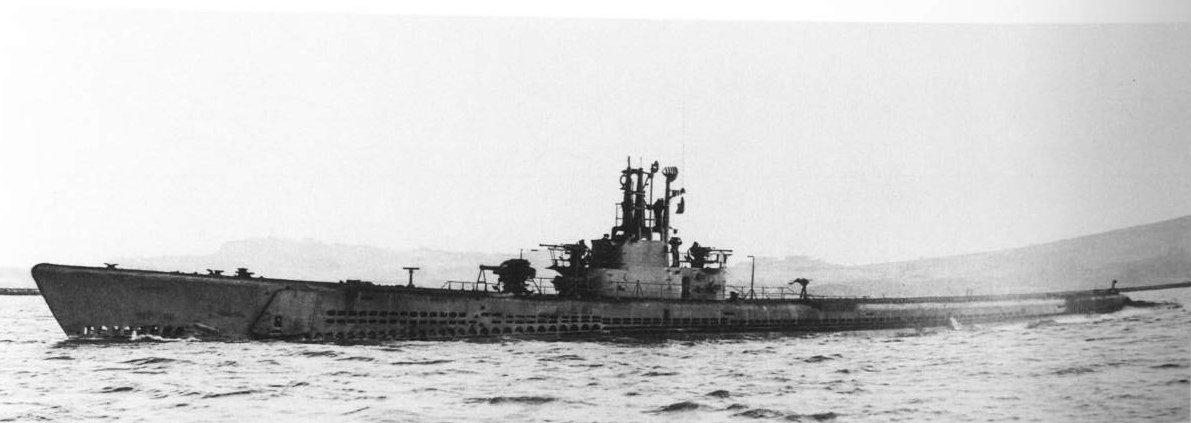
擊沉里斯本丸的美國海軍潛水艇USS鱸魚號

1942年9月25日，韓美洵連同1,816名主要是英籍戰俘的在囚人士，被送上停靠在昂船洲的日本客貨輪里斯本丸，全部人被安排棲身於三個狹小的貨艙，準備被帶到日本從事苦工，同在船上的還有778名準備返國的日本官兵。到10月1日清晨，沒有標注為戰俘船的里斯本丸在駛至浙江舟山對開海面時，遭美國海軍鱸魚號潛艇用魚雷擊中。事發後，里斯本丸未有即時下沉，而船上絕大部份日本官兵則撤退到先後趕來的日本海軍驅逐艦栗號和運輸船豐國丸等多艘船艦，僅遺下小量官兵留守里斯本丸，負責看守被繼續關押於三個貨艙內的千餘人。
10月2日，載浮載沉的里斯本丸終於開始入水下沉，船上包括韓美洵在內的戰俘遂設法逃離位於船身下部的貨艙。他們首先衝破堵塞於貨艙入口的障礙物，然後盡力游往附近監視的數艘日本船艦，期間多人遇溺，再加上日軍官兵向游來求援的戰俘開火，又把成功登上船艦的戰俘推回大海，造成多人死亡。這時已離開貨艙的韓美洵隨手找到一個木製彈藥箱當作浮木，然後從里斯本丸跳到水中逃生。他初時打算游向附近的小島，盡力遠離日方船艦，但這時的里斯本丸卻正式爆炸沉沒，爆炸引起的浪潮更把他推回到日方的船艦。
不過，正好這時日方決定停火，並拋出繩索給韓美洵和其他仍然在海上飄浮的生還戰俘，讓他們爬上日方船艦。韓美洵身體過於虛弱，而日本官兵又拒絕幫忙把他拉上船艦，結果他要由另外三名已經登上船艦的戰俘幫忙，才能成功登上甲板。韓美洵與其他生還戰俘經歷海難以後，被臨時轉送到上海，途中不斷有生還戰俘病逝。抵達上海後，日方經點算確認里斯本丸上1,816名在囚人士當中，共有846人失蹤或死亡，只有970人生還；數星期後，再有多人病逝，到1942年底只餘下724人生還。韓美洵在上海短暫停留後，被日方押往日本，首先被關押於大阪集中營，及後於1945年3月被轉送到山形縣的大山集中營（位於今鶴岡市），直到同年8月日本宣佈無條件投降為止。
日本投降後，韓美洵初時仍留在大山集中營，到9月初即乘搭RMS澳洲皇后號郵輪啟程返回英國，於柴郡黑爾（Hale）休養，1946年3月才返回香港。香港重光後，香港義勇防衛軍於1949年5月設立香港軍團，韓美洵隨即應募申請加入成為二等兵，並獲即時擢升為中尉，奉派擔任軍團A連排長。他後來於1951年12月獲擢升為上尉，1953年10月至1954年5月以後備少校身份擔任A連連長，其後於1959年至1961年主持短暫重設的總參謀部，1961年1月重新出任香港軍團少校，至1962年6月因公務繁重而辭職。

#### 重返港府

1959年頒佈的香港紋章最初由韓美洵參與設計初稿

1959年採用的香港旗應用了香港紋章作為旗章

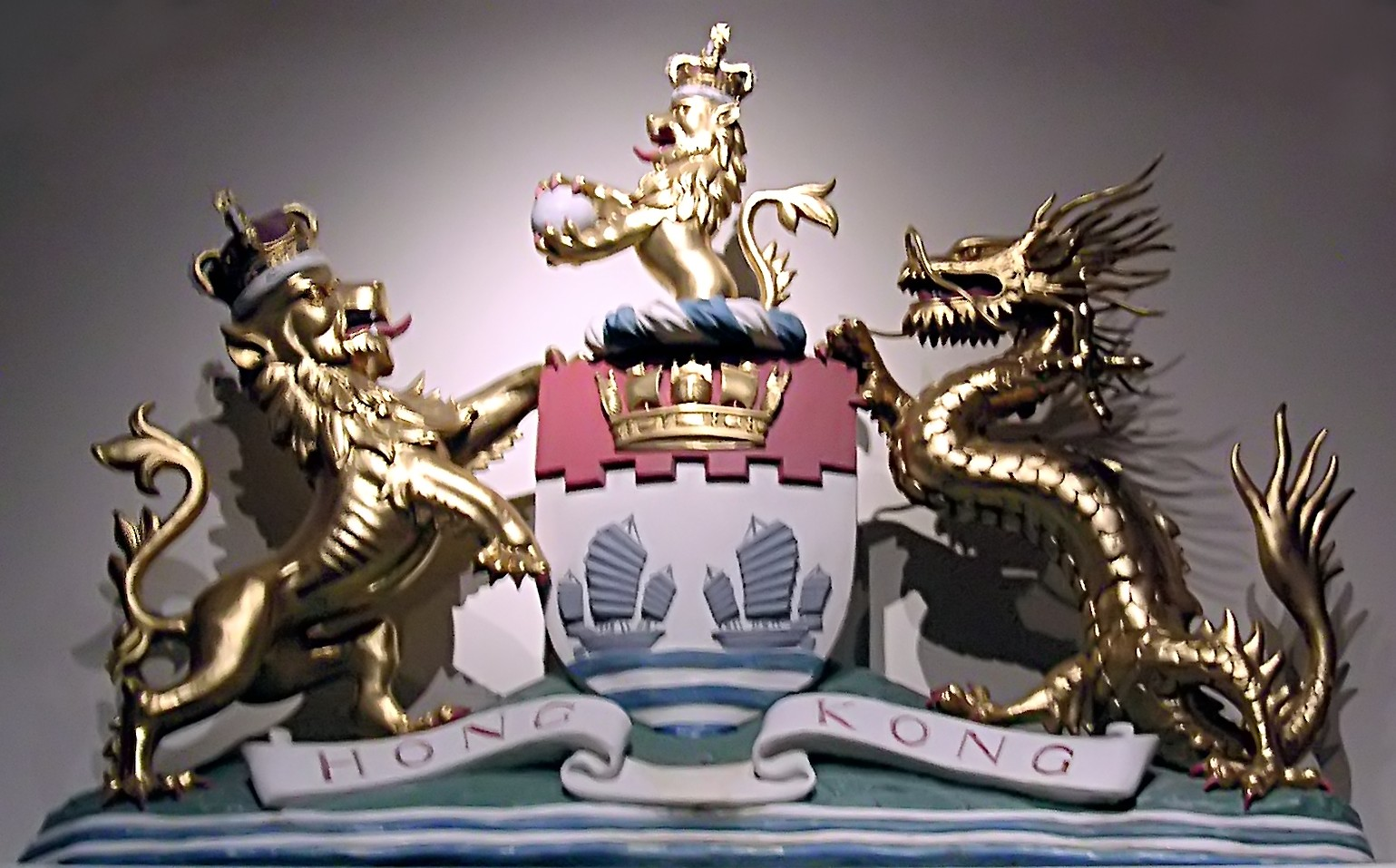
立體版香港紋章

1946年3月返抵香港後，韓美洵首先以借調陸軍部的形式於臨時設立的英方軍政府華民政務司署供職。同年5月，香港恢復民事管治，他旋即獲委任為助理華民政務司，並於同年8月21日奉委官守太平紳士。1947年2月，他改任首席助理華民政務司，隨後於1948年5月出任助理輔政司，任內曾於1948年11月短暫重任助理華民政務司一職。他在1949年5月至1952年6月出任行政立法兩局秘書，及後於1953年4月至1954年2月出任副防衛司一職。
1954年2月，韓美洵被借調到南美洲的英屬洪都拉斯（伯利茲前身）出任發展專員一職，到1957年5月返回香港出任輔政司署助理秘書，1957年6月起署任人事處主任，任內於1958年4月獲擢升至一級官學生職級。他後來再於1958年9月和12月分別署任副輔政司一職，以及在1959年7月隨政務職系的設立，職級被重整為首長級乙級政務官。韓美洵在1960年10月出任人事處主任，負責主管港府內部的人事任免、升遷和服務條件等各項事宜，任內於1961年3月至10月署任副輔政司，其後重新擔任人事處主任，到1962年5月至12月又再署任副輔政司。在港府任職多年來，他曾多次獲補送到英國接受培訓，為日後擔任更高級職務作好準備，當中包括在1947年9月至1948年3月於倫敦政治經濟學院修讀專為殖民地官員而設的德文郡第二課程、1952年至1953年於白金漢郡的三軍聯合參謀學院（三軍聯合國防學院前身）深造，以及在1960年6月至7月於格拉斯哥修讀皇家科學及科技學院高級管理課程。
韓美洵在港府供職期間參與了香港紋章的設計工作。早在香港淪陷期間，身在赤柱拘留營的前郵政司榮鐘士設計出首個香港紋章，並在香港重光後於1946年向當時的港督楊慕琦爵士建議用到殖民地的香港旗上。可是，楊慕琦認為已在香港旗使用多年的「阿群帶路圖」設計並無不妥，因此未有採納有關建議。多年後，另一任港督柏立基爵士卻在1958年5月重新提出為香港設計紋章一事，並請求殖民地部提供指引。時任署理人事處主任的韓美洵遂被指派設計紋章，然後由地政測量處總繪圖員鍾惠霖（W. E. Jones）繪製，作為初稿。由韓美洵設計的紋章初稿於1958年9月23日獲行政局通過，隨後於同年10月11日送呈殖民地大臣，經英國纹章院修訂後，紋章於1959年1月21日獲英女皇伊利沙伯二世敕令批准。1959年3月7日，紋章於《香港憲報》刊憲，同日由訪港的愛丁堡公爵在伊利沙伯醫院奠基儀式上把紋章交付港督柏立基爵士，標誌著香港紋章的正式使用。
最終版本的香港紋章，正中部份由一面盾牌組成，盾牌下半部以白色為底色，繪有兩艘中式漁船和波紋，分別代表東方海貿和香港水域；盾牌上半部則以紅色為底色，繪有一面海軍金冠，寓意皇家海軍和英國商船隊與香港開埠以來的緊密關係；而盾牌上下半部中間由一條代表城垛的凹凸線條隔開，紀念1941年的香港保衛戰。此外，盾牌的左右兩側分別有護盾獸支撐，左邊的金獅和右邊的金龍分別代表香港的英國和中華色彩；至於盾牌上則有一隻小獅，雙手手執「東方之珠」獻向金獅。紋章的最下方是一座圍上波紋的綠色小島，代表英國最初佔領的香港島；小島上方畫有一條橫置的布條，上面以紅色寫上「香港」的英文「HONG KONG」。1959年7月27日，香港紋章進一步取代「阿群帶路圖」作為香港旗上的旗章。

#### 副輔政司
1962年12月，韓美洵出任首席助理輔政司（特別職務），負責主持港府針對初級公務員而展開的薪酬調查。當時香港多家企業因為勞資雙方未能就加薪問題達成共識，引發多場工潮；其中太古船塢、黃埔船塢、香港電燈和牛奶公司等私人機構的職工分別要求加薪15%至20%，但資方大多提出應先等候政府完成初級公務員薪酬調查，然後再參考調查結果作最終決定，使勞資談判陷入膠著局面。到1963年3月，港府終於發表外界稱之為《韓美洵報告書》的《一九六三年政府工資及薪俸調查報告書》，但調查結果普遍為勞方失望。
韓美洵在報告書指出，調查各類主要物價由1959年4月到1962年底的價格變動後，得出居住於受管制樓宇的勞工和技工，期內生活開支僅上升3.5%；居於不受管制樓宇的勞工和技工，生活開支也只上升5%；至於一般文職人員的生活開支也同樣上升大約5%。由於報告書得出的生活開支增幅與勞工界普遍要求的加薪幅度差別甚大，結果引來不少輿論批評報告書脫離現實，嚴重低估了日常生活開支的上漲程度，也無助於緩解當時勞資雙方因加薪問題而造成的緊張關係。雖然如此，韓美洵在報告書發表後於1963年3月獲擢升為首長級甲級政務官，並繼續留任首席助理輔政司一職到1964年3月為止。
1964年3月，韓美洵接替陶雅禮出任副輔政司一職，負責主管輔政司署的日常事宜，並對各部門的政策提供支援，任內他處理過較重要的工作包括教師薪級修訂問題和擴大公務員編制等。另外，他在副輔政司任內也曾多番署任輔政司一職，當中包括在1964年4月和8月、1965年3月和9月至10月、1966年6月至8月、1968年10月至12月、以及1969年2月至3月等，期間他還以署理輔政司的身份兼任行政立法兩局當然官守議員。

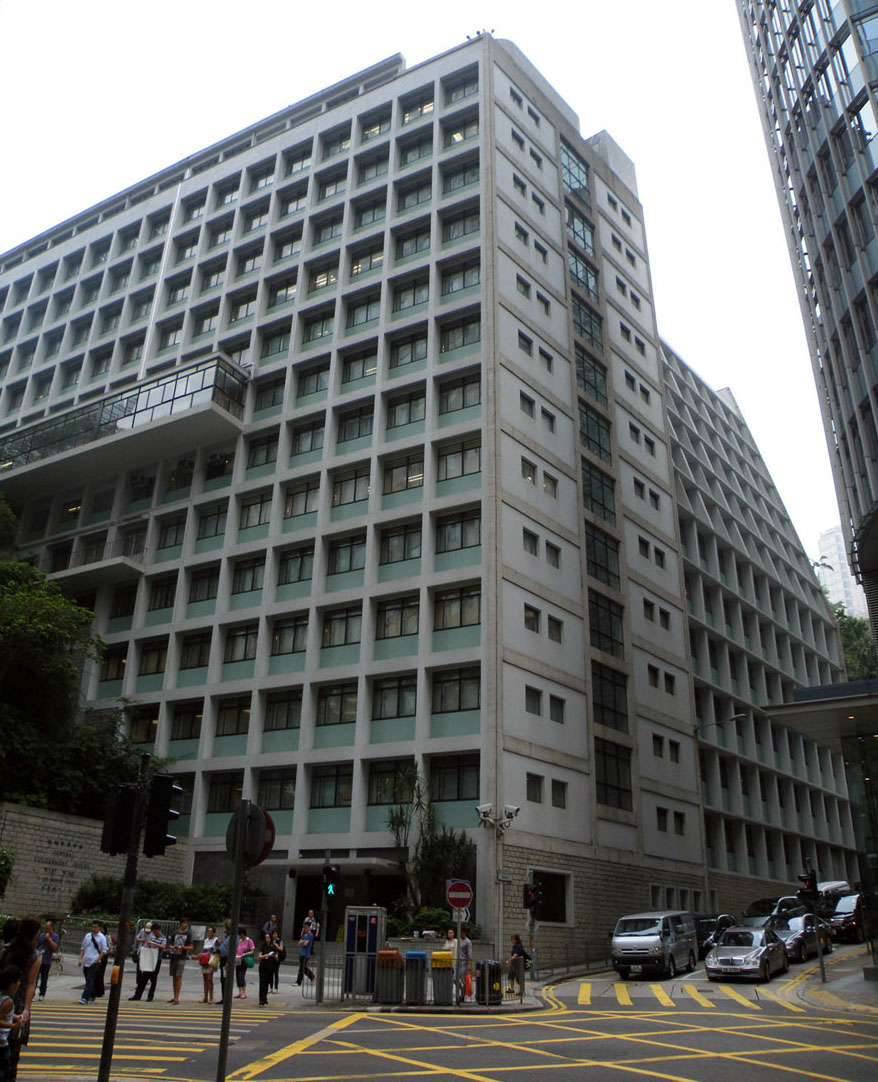
對於有左派滋事份子在六七暴動期間被港府引用緊急條例作長期拘留，有左派人士與被捕者家屬事後曾多番到輔政司署組織示威，要求直接與韓美洵交涉，但未獲對方親自接見

在副輔政司任內，香港局勢日益不穩，除了在1966年發生天星小輪加價事件以外，受到中國大陸文化大革命愈演愈烈的影響，1967年5月更因為一宗勞資糾紛爆發由左派發動的六七暴動，局勢隨後因為加入人數不斷上升而惡化，迫使港府在同年5月11日宣佈東九龍實施宵禁。5月16日，左派團體成立「港九各界同胞反對港英迫害鬥爭委員會」（簡稱「鬥委會」），以「反英抗暴」為號召挑戰殖民地政府，對港府的管治構成威脅。及至5月下旬，騷亂進一步蔓延至香港島的中環等地，港督府外更淪為左派張貼大字報的地方。為免局勢失控，港府隨後派出防暴警察拘捕滋事者，以及一度對香港島實施宵禁。港府復於5月24日頒佈緊急規例，禁止公眾進行煽動性的廣播和集會，隨後又於6月1日起禁止公眾張貼煽動性的標語。
當時韓美洵剛於1967年4月結束休假返港，因此六七暴動發生後，他即參與應對局勢。同年5月16日，港府內部設立有「心戰室」之稱的宣傳委員會，負責削弱左派公信力、追查和反駁造謠者，以及研究加強香港市民信心的方法。委員會最初由韓美洵擔任主席，成員則包括工商署助理署長麥理覺、輔政司署政務官霍德和新界民政署政務官楊啟彥等人。一直到同年6月底，時任防衛司兼港督特別助理姬達獲任命為增設的副輔政司（特別職務），同時兼任宣傳委員會主席，韓美洵這才卸下宣傳委員會的職務，但仍繼續擔任副輔政司一職。
擾攘多時的六七暴動要到1967年12月才大致平息，在此以前，左派滋事份子多次發動上街抗爭和罷工，並在全港各處放置土製炸彈，危及尋常市民的安全，迫使港府多次實施宵禁和派出防暴警察對峙，其後還大舉搜捕左派滋事份子，部份行動更得到駐港英軍配合。被捕人士當中較有名的包括女影星石慧及其導演丈夫傅奇、以及胡棣周、潘懷偉和翟暖暉等左派報業人物，另外還包括黃建立、劉三、凌宏仁和謝樹平等多名「鬥委會」核心成員。截至1967年12月31日，有多達1,936名滋事者被法庭定罪，其中465人、40人和33人分別因為非法集會、管有炸彈和其他爆炸相關罪行而被判監。
此外，輔政司在六七暴動期間，於1967年7月28日獲《緊急情況規例條例》授權，可以在未經審訊的情況下拘禁左派滋事份子不多於一年的時間，結果不少被捕人士在六七暴動過後仍被長時間拘禁於警隊政治部轄下的摩星嶺白屋等地，部份人士被定罪後再被處以監禁的刑罰，最遲的一位到1973年才得以假釋，引起左派陣營非議。有見及此，左派人士與被捕者家屬曾多番到輔政司署組織示威，除了要求會見負責統籌各部門事宜的韓美洵以外，又提出立即釋放所有被拘禁人士。雖然韓美洵每次都拒絕接見有關人等，但派出官員代為接見和接收示威者的請願信。
事實上，港府引用緊急條例直接拘禁左派滋事份子的做法，也引來了法律界質疑警方和律政司署有違反人權之嫌，甚至是形同「極權」；有關批評使時任律政司羅弼時也不得不承認條例賦予的權力的確「極端和危險」，但重申港府「極少運用」。韓美洵後來在內部報告中則指出，港府面對左派陣營「抓緊每個真實或捏造的事端，以挑起群眾的不滿情緒，藉此敗壞政府的名聲」，因此有必要採取實質措施應對這個「更難應付的階段」，他的看法影響港府後來於1968年推出民政主任計劃以加強官民溝通和疏導民間的不滿。

### 晚年生涯
加入香港政府前後共28年的韓美洵在1969年5月28日卸任副輔政司一職，開展退休前休假，由祁廉桐接任，同年6月6日乘搭芝達路號郵輪離港。為肯定他多年來在港府工作的表現，他在1969年元旦授勳名單中獲英廷授予CBE勳銜。韓美洵退休後定居於英國根德郡，晚年的他熱心於當地撒瑪利亞防止自殺會的義工工作。他在1988年4月12日卒於根德郡凱斯頓（Keston），終年71歲。
韓美洵生前曾於1963年和1969年分別出版《香港旗章、公印和紋章》（Flag Badges, Seals and Arms of Hong Kong）和《香港政府部門：1841年－1969年》（Government departments in Hong Kong, 1841-1969 ）兩書，均由香港政府出版，前者講述香港開埠以來各類官方旗幟、公印、紋章和徽章的歷史，後者則講述香港開埠以來各政府部門的演變和歷任部門首長名單。在1966年，他又透過私人出版社以自己的經歷出版《里斯本丸沉沒》（The Sinking of the Lisbon Maru）一書。退休後的韓美洵曾在1970年透露自己計劃出版一本以立法局歷史和會議趣事為題材的書籍，但出版一事沒有下文。

## 個人生活
韓美洵信奉長老教會，在香港居住期間是香港佑寧堂的會眾。他在1947年12月31日於英國愛丁堡娶傑薩米·埃利奧特·里奇（Jessamy Elliot Ritchie）為妻。韓美洵少時的興趣是打欖球，讀大學的時候於1938年在法國薩伏依的阿爾卑斯山脈欖球錦標決賽代表薩伏依的尚貝里隊。

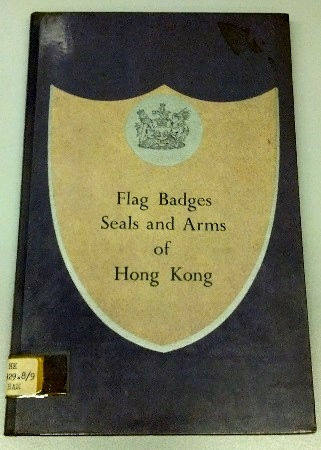
1963年出版的《香港旗章、公印和紋章》一書封面

## 榮譽

### 殊勳
- 以下列出榮譽全稱及縮寫：^ 
  - 官守太平紳士（J.P.）　（1946年8月21日[11]）
  - 英帝國司令勳章（C.B.E.）　（1969年元旦授勳名單[35]）

### 頭銜
- 韓美洵 （Geoffrey Cadzow Hamilton，1917年1月5日－1946年8月21日）
- 韓美洵，JP （Geoffrey Cadzow Hamilton, JP，1946年8月21日－1969年1月）
- 韓美洵，CBE，JP （Geoffrey Cadzow Hamilton, CBE, JP，1969年1月－1969年6月）
- 韓美洵，CBE（Geoffrey Cadzow Hamilton, CBE，1969年6月－1988年4月12日）

## 部份著作
- Survey of government wages and salaries, 1963. Hong Kong: Government Printer, 1963.
  - （中文版：《一九六三年政府工資及薪俸調查》。香港：政府印務局，1969年。）
- Flag Badges, Seals and Arms of Hong Kong. Hong Kong: Government Press, 1963.
  - （直譯：《香港旗章、公印和紋章》。香港：政府出版社，1963年。）
- Heads of Department in Hong Kong, 1841-1964. Hong Kong: Colonial Secretariat, 1964.
  - （直譯：《香港政府部門首長：1841年－1964年》。香港：輔政司署，1964年。）
- Hong Kong Administrative Service, 1862-1964. Hong Kong: Colonial Secretariat, 1964.
  - （直譯：《香港政務職系：1862年－1964年》。香港：輔政司署，1964年。）
- The Sinking of the Lisbon Maru. Hong Kong: Green Pagoda Press, 1966.
  - （直譯：《里斯本丸沉沒》。香港：綠塔出版社，1966年。）
- Government Departments in Hong Kong, 1841-1966. Hong Kong: Government Printer, 1967.
  - （直譯：《香港政府部門：1841年－1966年》。香港：政府印務局，1967年。）
- Government Departments in Hong Kong, 1841-1969. Hong Kong: Government Printer, 1969.
  - （直譯：《香港政府部門：1841年－1969年》。香港：政府印務局，1969年。）

## 注腳
1. 1 2 3 4 5 6 7 8 9 10 11 12 13 14 15 16 17 18 19 20 21  Walker (1973), p. 179.
2. 1 2 3 4  Hamilton (retrieved on 22 February 2014), Part VI.
3. 1 2  Wylie (retrieved on 22 February 2014), Register 1.
4. ↑  University of Edinburgh Journal Vols 19-20 (1960), pp. 313-314.
5. 1 2 3  Wylie (retrieved on 22 February 2014), Register 4.
6. ↑  Wylie (retrieved on 22 February 2014), Register 5.
7. ↑  Hamilton (retrieved on 22 February 2014), Part VIII.
8. ↑  Wylie (retrieved on 22 February 2014), Register 6.
9. 1 2 3 4 5 6 7  Lee (1966), p. 114.
10. 1 2 3 4 5 6 7 8 9 10 11 12 13 14 15 16 17  Hamilton (2004)
11. 1 2 3 4 5 6 7 8 9  Walker (1973), p. 180.
12. 1 2 3  Tsang (2007)
13. 1 2 3 4 5 6 7 8 9 10 11 12  Hamilton (1963), p. 37.
14. ↑  Hamilton (1963), pp. 37-38.
15. ↑  Hamilton (1963), p. 38.
16. ↑  Hamilton (1963), p. 40.
17. 1 2 3 4 5  〈韓美洵報告書已公佈〉（1963年3月31日）
18. ↑  〈韓美洵調查報告書，港府下月初可發表〉（1963年3月26日）
19. ↑  〈港燈工人要求加薪，再促資方早日答覆〉（1963年4月9日）
20. ↑  〈各業工人紛請加薪〉（1963年4月11日）
21. 1 2  〈韓美洵報告書發表後，內容不切實際，勞工大感失望〉（1963年4月22日）
22. ↑  〈教員薪金的新體制遇到幾個重大的問題〉（1968年11月7日）
23. ↑  〈韓美洵指出政府受請求更多服務，增公務員非不合理〉（1969年3月27日）
24. 1 2 3 4  〈老政協：不要做思想奴隸〉（2007年5月6日）
25. 1 2 3  《文化大革命志補卷一：赤禍香港》（造訪於2014年2月22日）
26. 1 2  梁可欣（2010年），頁54。
27. 1 2 3  張家偉（2012年），頁102至103。
28. ↑  〈港督戴麟趾爵士本周日返英渡假〉（1967年6月22日）
29. 1 2 3  〈四同胞仍遭拘禁集中營，家屬昨找韓美洵促放人〉（1969年3月29日）
30. 1 2 3  〈張烈黃建立無罪，港英須立即釋放〉（1968年12月7日）
31. ↑  Cheung (2009), p. 123.
32. 1 2 3  張家偉（2012年），頁127。
33. ↑  〈葉達成朱永權光榮出獄〉（1973年5月4日）
34. ↑  〈副輔政司韓美洵服務廿八年退休〉（1969年5月23日）
35. 1 2  "Supplement to Issue 44740 （页面存档备份，存于）", London Gazette, 20 December 1968, p.19.
36. 1 2  University of Edinburgh Journal Vols 33-34 (1988), pp. 273-274.
37. ↑  〈韓美洵退休著書，敘述立局會議有趣事物〉（1970年6月6日）

### 英文資料
- University of Edinburgh Journal Vols 19-20. University of Edinburgh, Graduates' Association, 1960.
- Hamilton, Geoffrey Cadzow, Flag Badges, Seals and Arms of Hong Kong. Hong Kong: Government Press, 1963.
- Lee, P.C., Hongkong Album. Hong Kong: P. C. Lee, 1966.
- Walker, Joseph, Hong Kong Who's who: An Almanac of Personalities and Their Comprehensive Histories. Hong Kong: Rola Luzzatto, 1973.
- University of Edinburgh Journal Vols 33-34. University of Edinburgh, Graduates' Association, 1988.
- Hamilton, Geoffrey Cadzow, "Entry: Lieutenant Geoffrey C Hamilton, Hong Kong Volunteer Defence Corps and 2nd Battalion Royal Scots, Far East Prisoner of War WW2", The Scots at War Trust, 2004.
- Tsang, Steve, Governing Hong Kong: Administrative Officers from the Nineteenth Century to the Handover to China, 1862-1997（页面存档备份，存于）. Hong Kong : Hong Kong University Press, 2007. ISBN 978-1-43569-131-5
- Cheung, Gary Ka-Wai, Hong Kong's Watershed: The 1967 Riots（页面存档备份，存于）. Hong Kong: Hong Kong University Press, 2009. ISBN 978-9-88805-236-3
- Wylie, Lennon, "Campbell College Register 1894 - 1954 (1)（页面存档备份，存于）", LENNON WYLIE, retrieved on 22 February 2014.
- Wylie, Lennon, "Campbell College Register 1894 - 1954 (4)（页面存档备份，存于）", LENNON WYLIE, retrieved on 22 February 2014.
- Wylie, Lennon, "Campbell College Register 1894 - 1954 (5)（页面存档备份，存于）", LENNON WYLIE, retrieved on 22 February 2014.
- Wylie, Lennon, "Campbell College Register 1894 - 1954 (6)（页面存档备份，存于）", LENNON WYLIE, retrieved on 22 February 2014.
- Hamilton, James Victor, "VI. BURT, CO. DONEGAL. MARRIAGE（页面存档备份，存于）", A SHORT FAMILY AND PERSONAL HISTORY, retrieved on 22 February 2014.
- Hamilton, James Victor, "VIII. THE MODERATORIAL YEAR: June 1924 - June 1925（页面存档备份，存于）", A SHORT FAMILY AND PERSONAL HISTORY, retrieved on 22 February 2014.

### 中文資料
- 〈韓美洵調查報告書，港府下月初可發表〉，《香港工商日報》第五頁，1963年3月26日。
- 〈韓美洵報告書已公佈〉，《香港工商日報》第五頁，1963年3月31日。
- 〈港燈工人要求加薪，再促資方早日答覆〉，《大公報》第一張第五版，1963年4月9日。
- 〈各業工人紛請加薪〉，《大公報》第一張第三版，1963年4月11日。
- 〈韓美洵報告書發表後，內容不切實際，勞工大感失望〉，《香港工商日報》第五頁，1963年4月22日。
- 〈港督戴麟趾爵士本周日返英渡假〉，《工商日報》第四頁，1967年6月22日。
- 〈教員薪金的新體制遇到幾個重大的問題〉，《華僑日報》第二張第一頁，1968年11月7日。
- 〈張烈黃建立無罪，港英須立即釋放〉，《大公報》第一張第四版，1968年12月7日。
- 〈韓美洵指出政府受請求更多服務，增公務員非不合理〉，《華僑日報》第四張第三頁，1969年3月27日。
- 〈四同胞仍遭拘禁集中營，家屬昨找韓美洵促放人〉，《大公報》第一張第四版，1969年3月29日。
- 〈副輔政司韓美洵服務廿八年退休〉，《華僑日報》第二張第一頁，1969年5月23日。
- 〈韓美洵退休著書，敘述立局會議有趣事物〉，《華僑日報》第二張第二頁，1970年6月6日。
- 〈葉達成朱永權光榮出獄〉，《大公報》第一張第四版，1973年5月4日。
- 〈老政協：不要做思想奴隸（页面存档备份，存于）〉，《蘋果日報》，2007年5月6日。
- 梁可欣編，《最後六任港督的聲音》。香港：商務印書館，2010年。ISBN 978-9-62071-897-7
- 張家偉著，《六七暴動：香港戰後歷史的分水嶺（页面存档备份，存于）》。香港：香港大學出版社，2012年。ISBN 978-9-88808-396-1
- 《文化大革命志補卷一：赤禍香港》，延陵科學綜合室，造訪於2014年2月22日。

## 外部連結
- A SHORT FAMILY AND PERSONAL HISTORY（页面存档备份，存于） by James Victor Hamilton
- The Scots at War Trust
- The Sinking of the Lisbon Maru（页面存档备份，存于）

| 政府职务          | 政府职务                     | 政府职务          |
| ----------------- | ---------------------------- | ----------------- |
| 前任： 陶雅禮     | 副輔政司 1964年3月-1969年5月 | 繼任： 祁廉桐     |
| 前任： 戴斯德     | 署理輔政司 1965年4月-8月     | 繼任： 祁濟時     |
| 前任： 祁濟時爵士 | 署理輔政司 1969年2月-3月     | 繼任： 羅樂民爵士 |